# Serge Ménil
Serge Ménil, né le 13 mars 1929 à Colombes, mort le 17 novembre 2007 à Saint-Pierre-du-Vauvray, est un architecte français, premier grand Prix de Rome en 1956. 

## Biographie
Serge Ménil est le fils d'un inspecteur d'assurance. Il entre à l'École des beaux-arts de Lille puis à l'école des Beaux-arts de Paris en 1948. Il est admis à l'atelier de Charles et Noël Le Maresquier. Après deux tentatives en 1953 et 1955, il obtient le premier grand prix de Rome en 1956 avec pour sujet « Une Acropole » devant Michel Folliasson. Il entre à l'académie de France à Rome en janvier 1957 et y séjourne jusqu'au 30 avril 1960. En 1958, son envoi de Rome a pour sujet le plan de la ville antique de Timgad, en 1959, celui de Palmanova. 
De retour en France, il installe son cabinet dans le 17e arrondissement de Paris avec lequel il construit plusieurs bâtiments publics et privés. Il est nommé architecte en chef des Bâtiments civils et Palais nationaux en 1965.
Il est marié à Marina Gheorghiu, une architecte d'origine roumaine. 

## Principales réalisations
- Résidence des Hautes-Loges, Marcq-en-Barœul, 1964[4],[5]
- Lycée agricole de Bourges, 1964-1968, fermé en 2009, détruit en 2012[6]
- Caserne des douanes, Jeumont, 1969[7]
- Cité administrative de Lille, agrandissement d'un bâtiment initié par Albert Laprade, 1967-1971
- Résidence des Prés fleuris, Bourges, 1975 (labelisée architecture contemporaine remarquable)[8]

## Publications
- « La Théorie des fuseaux, application à l'organisation des villes du principe de la croissance », Architecture française, no 14,‎ mai 1960, p. 5
- « Mandat d'architecture : une procédure qui a de fervents défenseurs », Le Moniteur,‎ 5 novembre 1999 (lire en ligne)